# ジェニファー・ランドン
ジェニファー・ランドン（Jennifer Landon、1983年8月29日 - ）は、アメリカ合衆国の女優。

## 出演作品
- ザ・ヤング・アンド・ザ・レストレス
- アズ・ザ・ワールド・ターンズ
- フロントランナー（アン・マクダニエル ）
- イエローストーン
- マンガー・ブラザーズ Brothers (2024)